# Gonatus antarcticus
Gonatus antarcticus är en bläckfiskart som beskrevs av Einar Lönnberg 1898. Gonatus antarcticus ingår i släktet Gonatus och familjen Gonatidae. Inga underarter finns listade i Catalogue of Life.